# Jaseny (obwód czerniowiecki)
Jaseny (ukr. Ясени) – wieś na Ukrainie, w obwodzie czerniowieckim, w rejonie czerniowieckim, w hromadzie Storożyniec. W 2001 liczyła 593 mieszkańców, spośród których 589 wskazało jako ojczysty język ukraiński, 3 rosyjski, a 1 mołdawski.